# Tyrma (Fluss)
Die Tyrma (russisch Тырма) ist ein linker Nebenfluss der Bureja in der Region Chabarowsk im Fernen Osten Russlands.
Die Tyrma entspringt im Kleinen Hinggan-Gebirge nahe der Grenze zur Jüdischen Autonomen Oblast. Sie fließt in überwiegend nordwestlicher Richtung. Sie passiert den gleichnamigen Ort Tyrma und erreicht nach 334 km die zum Bureja-Stausee aufgestaute Bureja. Das Einzugsgebiet der Tyrma umfasst 15.100 km². Der mittlere Abfluss (MQ) 12 km oberhalb der Mündung beträgt 195 m³/s.
Zwischen November und Ende April ist der Fluss eisbedeckt. Hauptzuflüsse der Tyrma sind Jaurin (Яурин) von links, sowie Gudschal (Гуджал) und Sutyr (Сутырь) von rechts.